# Správní obvod obce s rozšířenou působností Vlašim
Správní obvod obce s rozšířenou působností Vlašim je od 1. ledna 2003 jedním ze tří správních obvodů rozšířené působnosti obcí v okrese Benešov ve Středočeském kraji. Čítá 48 obcí, z toho 2 města a 5 městysů.
Město Vlašim je zároveň obcí s pověřeným obecním úřadem, přičemž oba správní obvody jsou územně totožné.

## Seznam obcí
Poznámka: Města jsou vyznačena tučně, městyse kurzívou, části obcí malince.
- Bernartice (Bernartice, Borovsko)
- Bílkovice (Bílkovice, Moravsko, Takonín)
- Blažejovice (Blažejovice, Vítonice)
- Borovnice
- Ctiboř (Ctiboř, Hrádek)
- Čechtice (Čechtice, Černičí, Dobříkovice, Jeníkov, Krčmy, Malá Paseka, Nakvasovice, Nové Práchňany, Otročice, Palčice, Růžkovy Lhotice, Staré Práchňany, Sudislavice, Zhoř)
- Děkanovice
- Dolní Kralovice (Dolní Kralovice, Libčice, Martinice u Dolních Kralovic, Střítež, Vraždovy Lhotice, Zahrádčice)
- Dunice
- Hradiště
- Hulice (Hulice, Rýzmburk)
- Chlum
- Chmelná
- Javorník
- Kamberk (Hrajovice, Kamberk, Předbořice)
- Keblov (Keblov, Sedlice)
- Kladruby
- Kondrac (Dub, Kondrac, Krasovice)
- Křivsoudov (Jenišovice, Křivsoudov, Lhota Bubeneč)
- Kuňovice
- Libež
- Loket (Alberovice, Bezděkov, Brzotice, Kačerov, Loket, Němčice, Radíkovice, Všebořice)
- Louňovice pod Blaníkem (Býkovice, Louňovice pod Blaníkem, Mrkvová Lhota, Rejkovice, Světlá)
- Miřetice
- Mnichovice
- Načeradec (Daměnice, Dolní Lhota, Horní Lhota, Načeradec, Novotinky, Olešná, Pravětice, Řísnice, Slavětín, Vračkovice, Zdiměřice)
- Ostrov
- Pavlovice
- Pravonín (Buková, Karhule, Křížov, Lesáky, Pravonín, Tisek, Volavka)
- Psáře (Dubovka, Psáře)
- Radošovice (Lipiny u Radošovic, Onšovice, Radošovice)
- Rataje
- Řimovice
- Slověnice
- Snět
- Soutice (Černýš, Kalná, Soutice)
- Strojetice
- Studený (Petrova Lhota, Studený)
- Šetějovice (Dolní Rápotice, Šetějovice, Žibřidovice)
- Tehov (Nemíž, Petříny, Tehov)
- Tichonice (Chochol, Kácovec, Kácovská Lhota, Pelíškův Most, Soušice, Tichonice)
- Tomice
- Trhový Štěpánov (Dalkovice, Dubějovice, Sedmpány, Střechov nad Sázavou, Štěpánovská Lhota, Trhový Štěpánov)
- Veliš (Lipiny u Veliše, Nespery, Sedlečko, Veliš)
- Vlašim (Bolina, Domašín, Hrazená Lhota, Nesperská Lhota, Polánka, Vlašim, Znosim)
- Vracovice (Malovidy, Vracovice)
- Všechlapy
- Zdislavice

## Obyvatelstvo
| Rok  | Obyv.  | ± %    |
| ---- | ------ | ------ |
| 1869 | 36 918 | —      |
| 1880 | 37 938 | +2,8 % |
| 1890 | 37 177 | −2 %   |
| 1900 | 36 357 | −2,2 % |
| 1910 | 36 351 | −0 %   |

| Rok  | Obyv.  | ± %     |
| ---- | ------ | ------- |
| 1921 | 35 684 | −1,8 %  |
| 1930 | 32 954 | −7,7 %  |
| 1950 | 29 387 | −10,8 % |
| 1961 | 30 090 | +2,4 %  |
| 1970 | 28 505 | −5,3 %  |

| Rok  | Obyv.  | ± %    |
| ---- | ------ | ------ |
| 1980 | 28 507 | +0 %   |
| 1991 | 27 075 | −5 %   |
| 2001 | 26 008 | −3,9 % |
| 2011 | 25 482 | −2 %   |
| 2021 | 25 563 | +0,3 % |